# 拉塔山
拉塔山（英語：Lata Mountain）是一座位於美屬薩摩亞馬努阿群島塔烏島的山峰。海拔高度966.2公尺（3,170英尺），是塔烏島的最高點，同時也是美屬薩摩亞的最高點。其座標位於南緯14°14′13″、西經169°27′25″。